# Mehdi Bennani
Mehdi Bennani (Fez, 1983. augusztus 25. –) marokkói autóversenyző és egyben az első, akinek FIA által rendezett bajnokságban sikerült győznie (a 2014-es sanghaji nagydíjon).

## Pályafutása

### Korai évek
Akárcsak a legtöbb versenyző, Bennani is gokartozással kezdte meg a pályafutását, megnyerte hazája bajnokságát 2001-ben. Második helyezett lett az európai gokart bajnokságban a 100 ICA kategóriában. Szintén megnyerte a Marokkói Fiat Palio bajnokságot még 2001-ben. 2005-ben már a Formula Renault 3.5 szériában versenyzett az Avelon Formula Teamnél. 2006-ban az EuroInternational szériában versenyzett, de pontot nem szerzett. 2007-ben a Euroseries 3000-ben próbált szerencsét, a végelszámolásnál a 14. pozícióban végzett, a legjobb eredménye egy 4. pozíció volt.

### Túraautó-világbajnokság

#### Exagon Engineering (2009)
A WTCC-ben hazai futamán debütált, a 2009-es marokkói nagydíjon egy SEAT León 2.0 TFSI-vel mindkét futamon a 9. lett, épphogy lemaradva a pontszerzésről. Ezzel a debütálással Bennani lett a WTCC első Észak-afrikai versenyzője. További négy hétvégén állt még rajthoz a szezonban az Exagon Racing SEAT-jával, de ezt az eredményét a szezon további részében nem sikerült elérnie így pont nélkül zárta csonka első szezonját a Túraautó-világbajnokságon.

#### Wiechers-Sport (2010)
A 2010-es szezonra csapatot és autót cserélt, a Wiechers-Sport BMW 320si-jével teljesítette a szezont. Ez a szezon már valamivel jobban sikerült Bennaninak, a hazai futamán a 2010-es marokkói nagydíjon megszerezte első pontjai a bajnokságban, a második futamon akárcsak egy évvel korábban ismét a 9. lett, de az új pontrendszernek köszönhetően ez már két pontot jelentett. Az évad utolsó előtti versenyén, a makaó nagydíjon sikerült egy 10. hellyel még egy egységet szereznie, így az évet 3 ponttal zárta a 20. helyen.

#### Proteam Racing (2011–2014)
A 2011-re ismét csapatot váltott, a Proteam Racing színeiben indult, de a BMW maradt. Ebben a szezonban már sokkal sikeresebb tudott lenni, hét alkalommal is a legjobb tíz között tudott végezni, legjobb eredménye egy 6. hely volt a makaói szezonzáró futamon. Az összesítésben 24 pont állt a neve mellett, ami az összetett 16. helyéhez volt elegendő.
2012-re még tovább javult Bennani teljesítménye. A magyar nagydíj második futamán megszerezte első dobogóját, ami egy 3. hely volt, ezenkívül pedig további nyolc alkalommal végzett pontszerző helyen. 68 ponttal a 10. helyen zárta az évet.
A felfelé ívelő tendencia megmaradt a 2013-as szezonra is: háromszor is második lett (a magyar nagydíj 2. futamán, az amerikai második futamon valamint Japánban szintén a második futamon), ezenkívül még ötször szerzett pontot, immáron 80 pontot gyűjtött, azonban az előző évi 10. hely helyett ez most csak a 12.-hez volt elég.
2014-re a BMW nem kívánt TC1-es autókat fejleszteni így a Proteam Racing Honda Civicre váltott, ami nem bizonyult rossz döntésnek: Bennani megszerezte első győzelmét Sanghajban, de dobogóra állhatott Oroszországban is, mindemellett rendszeresen pontszerző pozícióban zárt, 85 ponttal a 11. lett a tabellán.

#### Sébastien Loeb Racing (2015–2017)
2015-ben ismét márkát és csapatot cserélt, a Sébastien Loeb Racing színeiben egy Citroën C-Elysée-vel vágott neki a szezonnak. Bár újabb győzelmet nem szerzett, de továbbra is rendszeres pontszerző volt és az utolsó előtti futamon Katarban a nyitó futamon szerzett egy 2. helyet. Pályafutása addigi legjobb szezonját futotta, 8. lett a versenyzők között a pontversenyben 127 egységet szerezve.
2016-ban ismét előrébb lépett még egy szintet: kétszer is nyerni tudott, emellett további három alkalommal állt a dobogón (kétszer második, egyszer pedig harmadik lett). Három futamot leszámítva mindig pontot szerzett, összesen 206-ot, ami pályafutása legjobb szezonja lett, 5. helyet elérve a versenyzői pontversenyben.
2017-ben az utolsó fordulóig volt esélye a bajnoki címre, végül a 6. helyre csúszott hátra, miután az utolsó futamon megsérült az autója és fel kellett adnia a küzdelmet. Három győzelmet szerzett, háromszor lett második és egyszer harmadik. Bár több pontot gyűjtött mint az előző szezonban (234), de a tabellán eggyel hátrébb került.

### Túraautó-világkupa

#### Folytatás az SLR-rel (2018–2019)
2018. február 2-án bejelentették, hogy Mehdi Bennani továbbra is marad Sébastien Loeb csapatánál, amely a Túraautó-világkupában Volkswageneket fog indítani. A marokkói versenyző a 2012-es világbajnok Rob Huff csapattársa lett.

#### Comtoyou Racing (2022)
2022. április 23-án a Comtoyou ismertette négy Audi RS 3 LMS TCR-es programját a 2022-es túraautó-világkupára, melyben szerepet kapott Bennani is, Frédéric Vervisch helyén, így két év kihagyás után visszatért a sorozatba.

### TCR Európa-kupa

#### Comtoyou Racing (2020–2021)
2020-ra távozott a Világkupa mezőnyéből, mivel a Volkswagen, és ezzel egyúttal a SLR is elhagyta a sorozatot. 2020 augusztusában a belga Comtoyou Racing bejelentette, hogy Bennani és egy másik marokkói versenyző, nevezetesen Szami Taoufik, továbbá a belga Nicolas Baert náluk fog vezetni a 2020-as TCR Európa-kupa szezonjában.  Egészen az utolsó hétvége, utolsó versenyéig matematikai esélye volt a bajnoki címre, amit végül meg is nyert úgy, hogy a szezon közben egyetlen futamgyőzelmet sem szerzett.
2021-re korábbi csapatához, a szériában újonc Sébastien Loeb Racinghez igazolt. 2021. május 9-én a szezonnyitó szlovákiaringi második futamon pole-pozícióból indult, majd megszerezte első futamgyőzelmét a szériában az új Hyundai Elantra N TCR volánja mögött. Az összetett tabellát az 5. helyen zárta 252 egységgel.

## Eredményei

### Teljes Formula Renault 3.5 eredménylistája
| Év   | Csapat            | 1     | 2     | 3        | 4        | 5        | 6        | 7        | 8        | 9        | 10       | 11       | 12       | 13       | 14       | 15       | 16        | 17       | Helyezés | Pont |
| ---- | ----------------- | ----- | ----- | -------- | -------- | -------- | -------- | -------- | -------- | -------- | -------- | -------- | -------- | -------- | -------- | -------- | --------- | -------- | -------- | ---- |
| 2005 | Avelon Formula    | ZOL 1 | ZOL 2 | MON 1 Ki | VAL 1 Ki | VAL 2 18 | LMS 1 21 | LMS 2 18 | BIL 1 Nk | BIL 2 Ki | OSC 1 13 | OSC 2 16 | DON 1 18 | DON 2 17 | EST 1 23 | EST 2 21 | MNZ 1 19† | MNZ 2 21 | 33.      | 0    |
| 2006 | Eurointernational | ZOL 1 | ZOL 2 | MON 1 Nk | IST 1    | IST 2    | MIS 1    | MIS 2    | SPA 1    | SPA 2    | NÜR 1    | NÜR 2    | DON 1    | DON 2    | LMS 1 Ki | LMS 2 19 | CAT 1     | CAT 2    | 43.      | 0    |

### Teljes WTCC-s eredménysorozata
| Év   | Csapat                | Autó                  | 1   | 1   | 2   | 2   | 3   | 3   | 4   | 4   | 5   | 5   | 6   | 6   | 7   | 7   | 8   | 8   | 9   | 9   | 10  | 10  | 11  | 11  | 12  | 12  | Helyezés | Pont |
| 2009 | Exagon Engineering    | SEAT León TFSI        | BRA | BRA | MEX | MEX | MAR | MAR | FRA | FRA | ESP | ESP | CZE | CZE | POR | POR | GBR | GBR | GER | GER | ITA | ITA | JPN | JPN | MAC | MAC | HN       | 0    |
| ---- | --------------------- | --------------------- | --- | --- | --- | --- | --- | --- | --- | --- | --- | --- | --- | --- | --- | --- | --- | --- | --- | --- | --- | --- | --- | --- | --- | --- | -------- | ---- |
| 2009 | Exagon Engineering    | SEAT León TFSI        |     |     |     |     | 9   | 9   | 18  | Ki  | 14  | 23  |     |     | Kiz | Ki  |     |     |     |     | 13  | Ki  |     |     |     |     | HN       | 0    |
| 2010 | Wiechers-Sport        | BMW 320si             | BRA | BRA | MEX | MEX | MAR | MAR | ITA | ITA | BEL | BEL | POR | POR | GBR | GBR | CZE | CZE | GER | GER | ESP | ESP | JPN | JPN | MAC | MAC | 20.      | 3    |
| 2010 | Wiechers-Sport        | BMW 320si             | 18  | 12  | T   | T   | 15  | 9   | 14  | 17  | 14  | 19  | Ki  | 12  | 19  | Ki  | 14  | 16  | 14  | Ki  | Ki  | 16  | 16  | 19  | 10  | 12  | 20.      | 3    |
| 2011 | Proteam Racing        | BMW 320 TC            | BRA | BRA | BEL | BEL | ITA | ITA | HUN | HUN | CZE | CZE | POR | POR | GBR | GBR | GER | GER | ESP | ESP | JPN | JPN | CHN | CHN | MAC | MAC | 16.      | 24   |
| 2011 | Proteam Racing        | BMW 320 TC            | 10  | Ki  | Ki  | 11  | 11  | 20  | 14  | 14  | 11  | 10  | 16  | 18  | 14  | 9   | 11  | Ki  | Ki  | 12  | 8   | 18  | 7   | 11  | 9   | 6   | 16.      | 24   |
| 2012 | Proteam Racing        | BMW 320 TC            | ITA | ITA | ESP | ESP | MAR | MAR | SVK | SVK | HUN | HUN | AUT | AUT | POR | POR | BRA | BRA | USA | USA | JPN | JPN | CHN | CHN | MAC | MAC | 10.      | 68   |
| 2012 | Proteam Racing        | BMW 320 TC            | Ki  | 14  | 14  | 10  | Ki  | 12  | 11  | 7   | 4   | 3   | 17  | 6   | Ki  | Ki  | 13  | 8   | 11  | Ki  | 21  | 7   | 8   | 5   | Ki  | Ki  | 10.      | 68   |
| 2013 | Proteam Racing        | BMW 320 TC            | ITA | ITA | MAR | MAR | SVK | SVK | HUN | HUN | AUT | AUT | RUS | RUS | POR | POR | ARG | ARG | USA | USA | JPN | JPN | CHN | CHN | MAC | MAC | 12.      | 80   |
| 2013 | Proteam Racing        | BMW 320 TC            | 17  | 19  | 18  | 11  | 10  | 9   | 5   | 2   | 4   | 16  | 11  | 16  | Ki  | 10  | 20  | 21† | 18  | 2   | 11  | 2   | 16  | 14  | 12  | Ki  | 12.      | 80   |
| 2014 | Proteam Racing        | Honda Civic WTCC      | MAR | MAR | FRA | FRA | HUN | HUN | SVK | SVK | AUT | AUT | RUS | RUS | BEL | BEL | ARG | ARG | BEI | BEI | CHN | CHN | JPN | JPN | MAC | MAC | 11.      | 85   |
| 2014 | Proteam Racing        | Honda Civic WTCC      | 7   | Kiz | 13  | 5   | 5   | Ni  | 15  | T   | 7   | 8   | 11  | 3   | 13  | 11  | 9   | 8   | 9   | Ki  | 10  | 1   | 11  | Ki  | 19† | Ni  | 11.      | 85   |
| 2015 | Sébastien Loeb Racing | Citroën C-Elysée WTCC | ARG | ARG | MAR | MAR | HUN | HUN | GER | GER | RUS | RUS | SVK | SVK | FRA | FRA | POR | POR | JPN | JPN | CHN | CHN | THA | THA | QAT | QAT | 8.       | 127  |
| 2015 | Sébastien Loeb Racing | Citroën C-Elysée WTCC | 13  | 5   | 4   | 12  | 11  | Ki  | 7   | 6   | 14  | Ki  | Ki  | 7   | 9   | 9   | 11  | 10  | 7   | 10  | 5   | 7   | 4   | 7   | 2   | 5   | 8.       | 127  |
| 2016 | Sébastien Loeb Racing | Citroën C-Elysée WTCC | FRA | FRA | SVK | SVK | HUN | HUN | MAR | MAR | GER | GER | RUS | RUS | POR | POR | ARG | ARG | JPN | JPN | CHN | CHN | THA | THA | QAT | QAT | 5.       | 206  |
| 2016 | Sébastien Loeb Racing | Citroën C-Elysée WTCC | 2   | 8   | 2   | 6   | 1   | 8   | 6   | 5   | 5   | 5   | 9   | 10  | 4   | 8   | 8   | 7   | 16  | 4   | 11  | 3   | T   | T   | 16  | 1   | 5.       | 206  |
| 2017 | Sébastien Loeb Racing | Citroën C-Elysée WTCC | MAR | MAR | ITA | ITA | HUN | HUN | GER | GER | POR | POR | ARG | ARG | CHN | CHN | JPN | JPN | MAC | MAC | QAT | QAT |     |     |     |     | 6.       | 234  |
| 2017 | Sébastien Loeb Racing | Citroën C-Elysée WTCC | 3   | 6   | HN  | 7   | 7   | 1   | 2   | 6   | 1   | 7   | 2   | 5   | HN  | 11  | 5   | 6   | 1   | 7   | 2   | Ki  |     |     |     |     | 6.       | 234  |

† A versenyt nem fejezte be, de helyezését értékelték, mert a versenytáv több, mint 75%-át teljesítette.

### Teljes WTCR-es eredménysorozata
| Év   | Csapat                   | Autó                     | 1   | 1   | 1   | 2   | 2   | 2   | 3   | 3   | 3   | 4   | 4   | 4   | 5   | 5   | 5   | 6   | 6   | 6   | 7   | 7   | 7   | 8   | 8   | 8   | 9   | 9   | 9   | 10  | 10  | 10  | Helyezés | Pont |
| 2018 | Sébastien Loeb Racing    | Volkswagen Golf GTI TCR  | MAR | MAR | MAR | HUN | HUN | HUN | GER | GER | GER | NED | NED | NED | POR | POR | POR | SVK | SVK | SVK | CHN | CHN | CHN | WUH | WUH | WUH | JPN | JPN | JPN | MAC | MAC | MAC | 12.      | 155  |
| ---- | ------------------------ | ------------------------ | --- | --- | --- | --- | --- | --- | --- | --- | --- | --- | --- | --- | --- | --- | --- | --- | --- | --- | --- | --- | --- | --- | --- | --- | --- | --- | --- | --- | --- | --- | -------- | ---- |
| 2018 | Sébastien Loeb Racing    | Volkswagen Golf GTI TCR  | 9   | 2   | 6   | 10  | 7   | 17  | 13  | 10  | 9   | 8   | 5   | 8   | Ki  | Ni  | Ni  | 21  | Ki  | Ki  | 5   | 2   | 10  | 13  | 1   | 9   | 5   | 8   | 45  | 15  | 10  | Ki  | 12.      | 155  |
| 2019 | SLR VW Motorsport        | Volkswagen Golf GTI TCR  | MAR | MAR | MAR | HUN | HUN | HUN | SVK | SVK | SVK | NED | NED | NED | GER | GER | GER | POR | POR | POR | CHN | CHN | CHN | JPN | JPN | JPN | MAC | MAC | MAC | MAL | MAL | MAL | 25.      | 40   |
| 2019 | SLR VW Motorsport        | Volkswagen Golf GTI TCR  | Ki  | Ki  | 12  | 16  | Ki  | 15  | 25† | 14  | 19  | 6   | 16  | 13  | 15  | 16  | 16  | 21  | 19  | 14  | 20  | 11  | 14  | 24  | 27  | Ki  | 17  | Ki  | 18  | 12  | 13  | 17  | 25.      | 40   |
|      |                          |                          | 1   | 1   | 2   | 2   | 3   | 3   | 4   | 4   | 5   | 5   | 6   | 6   | 7   | 7   | 8   | 8   | 9   | 9   |     |     |     |     |     |     |     |     |     |     |     |     |          |      |
| 2022 | Comtoyou Team Audi Sport | Audi RS 3 LMS TCR (2021) | FRA | FRA | GER | GER | HUN | HUN | ESP | ESP | POR | POR | ITA | ITA | ALS | ALS | BHR | BHR | KSA | KSA |     |     |     |     |     |     |     |     |     |     |     |     | 11.      | 112  |
| 2022 | Comtoyou Team Audi Sport | Audi RS 3 LMS TCR (2021) | 10  | Ki  | T1  | T   | 13  | Ki  | 10  | 9   | 7   | 6   | 10  | 9   | 11  | 2   | 7   | 8   |     |     |     |     |     |     |     |     |     |     |     |     |     |     | 11.      | 112  |

† A versenyt nem fejezte be, de helyezését értékelték, mert a versenytáv több, mint 75%-át teljesítette.

### Teljes TCR Európa-kupa eredménysorozata
| Év   | Csapat                | Autó                  | 1   | 1   | 2    | 2   | 3   | 3   | 4   | 4   | 5   | 5   | 6   | 6   | 7   | 7   | Helyezés | Pont |
| 2020 | Comtoyou Racing       | Audi RS 3 LMS TCR     | LEC | LEC | ZOL  | ZOL | MNZ | MNZ | CAT | CAT | SPA | SPA | JAR | JAR |     |     | 1.       | 285  |
| ---- | --------------------- | --------------------- | --- | --- | ---- | --- | --- | --- | --- | --- | --- | --- | --- | --- | --- | --- | -------- | ---- |
| 2020 | Comtoyou Racing       | Audi RS 3 LMS TCR     | 2   | 5   | Ki3  | 5   | Ki1 | 8   | 5   | 3   | 61  | 16  | 4   | 2   |     |     | 1.       | 285  |
| 2021 | Sébastien Loeb Racing | Hyundai Elantra N TCR | SVK | SVK | LEC  | LEC | ZAN | ZAN | SPA | SPA | NÜR | NÜR | MNZ | MNZ | CAT | CAT | 5.       | 252  |
| 2021 | Sébastien Loeb Racing | Hyundai Elantra N TCR | 610 | 1   | 18†2 | 6   | 125 | 6   | 2   | 9   | 11  | 14  | 21† | 12  | 107 | 2   | 5.       | 252  |

† A versenyt nem fejezte be, de helyezését értékelték, mert a versenytáv több, mint 75%-át teljesítette.

## Fordítás
Ez a szócikk részben vagy egészben a Mehdi Bennani című angol Wikipédia-szócikk ezen változatának fordításán alapul.  Az eredeti cikk szerkesztőit annak laptörténete sorolja fel. Ez a jelzés csupán a megfogalmazás eredetét és a szerzői jogokat jelzi, nem szolgál a cikkben szereplő információk forrásmegjelöléseként.